# 布灵登石城
布灵登石城（Blingdenstone）又名说话石之城（The City of Speaking Stone）或眩目石城（Blindingstone）,是角色扮演游戏《龙与地下城》的被遗忘的国度设定中，位于幽暗地域的的一个城市国家，由地底侏儒所控制。位于卓尔精灵居住的魔索布莱城西边。
布灵登石城是幽暗地域中少数几个属于善良阵营的城市，是银月联邦（Alliance of Silverymoon）的成员之一。布灵登石城主要由隧道和洞穴构成。